# Enicospilus biharensis
Enicospilus biharensis är en stekelart som beskrevs av Townes, Townes och Gupta 1961. Enicospilus biharensis ingår i släktet Enicospilus och familjen brokparasitsteklar. Inga underarter finns listade i Catalogue of Life.